# سپید شاهنشاهی (پروانه)
سپید شاهنشاهی گونه‌ای پروانه است که در سرده هاشوربالان و تیره کاهی‌بالان قرار دارد. استرالیا زیستگاه این حشره‌است. پهنای بال این پروانه ۶۰ تا ۷۰ میلی متر است.